# タイユブール (シャラント＝マリティーム県)
タイユブール （Taillebourg）は、フランス、ヌーヴェル＝アキテーヌ地域圏、シャラント＝マリティーム県のコミューン。
ドラクロワの絵画で有名になったタイユブールは、シャラント川右岸にあってクルーズ船観光で活気づく河岸をもつ、石造りの住宅が並んだ大きな村である。

## 地理

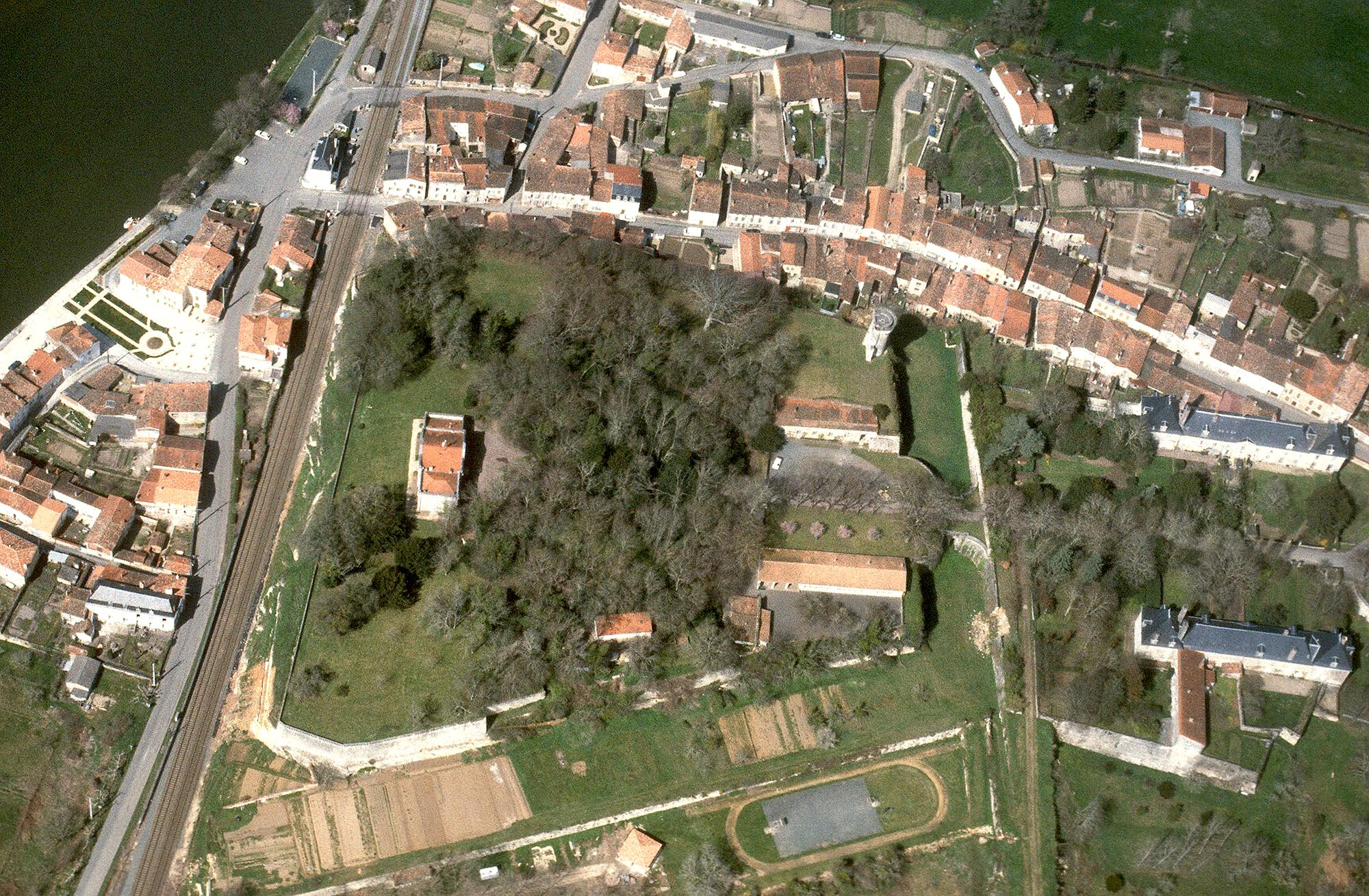
城と村の航空写真

タイユブールのコミューンは、かつての州であるサントンジュに属し、県の中東部にある。ミディ・ド・ラ・フランス地方（フランス南部）、より正確にはミディ・アトランティック地方（大西洋南部）であり、ヨーロッパ委員会がいうところの『大西洋の弧』（アルク・アトランティック）の中心にあり、フランス南西部に不可欠な部分である。より曖昧にはグラン・ウエスト地方に含まれることもある。
タイユブールは2つの異なる村落で構成されている。高地地区は、シャラント川を見下ろす岩の頂上で城が建てられている。低地地区は、ナント-ボルドー間鉄道路線と、サントとサン・サヴィニアンを結ぶ県道に沿って川の端につくられた。ここは中世以降川港が発展した場所である。
川の右岸に全体が建てられたタイユブールの繁栄は、シャラント川に負う部分が大きい。村は中世以降活気ある川港になった。しかし、19世紀になり、特に第二帝政時代のコニャックの『黄金時代』には、港の交通量がピークに達し、平底船はトネ＝シャラントに向けてコニャックを運んだ。ここは当時ブランデーの最初の原産港だった。
20世紀初頭から、鉄道が急激に発展すると、同時に港は急速に衰退していった。この河岸は現在、レジャーボートと河川クルーズに専念している。

## 由来
タイユブールは1267年にTerra Talleburgiというつづりであったことが証明されている。
それは中世の特徴的な形であり、taille-で構成される地名では、Taillebois、Taillecourt、Taillecavat、Taillefontaineを見つけることができる。第二要素のbourgは大陸ゲルマン語に由来する言葉である。したがってTaillebourgは『土地の一掃からできた町』となる。

## 歴史
9世紀後半、ヴァイキングはタイユブールに基地をつくり、周辺地方を荒らしまわった。しかし、この仮説は当時質問を呈することなく2005年に反論された。
1242年7月21日に発生したタイユブールの戦いのおかげで、歴史上最も知られるようになった。それはサントの戦い（7月23日）に先行して起きた。弟アルフォンス・ド・ポワティエに支援されたルイ9世は、イングランド王ヘンリー3世の支援を受ける、ユーグ10世・ド・リュジニャン率いるポワトゥー封建領主連合を打ち負かした。
1346年9月、イングランドのダービー伯爵がタイユブールを占領した可能性があるが、歴史家はそれを確信していない。

## 人口統計
2016年時点のコミューンの人口は737人で、2011年当時の人口より1.34%減少した
| 1962年 | 1968年 | 1975年 | 1982年 | 1990年 | 1999年 | 2005年 | 2016年 |
| ------ | ------ | ------ | ------ | ------ | ------ | ------ | ------ |
| 636    | 681    | 637    | 626    | 561    | 600    | 704    | 737    |

参照元:1962年から1999年までは複数コミューンに住所登録をする者の重複分を除いたもの。それ以降は当該コミューンの人口統計によるもの。1999年までEHESS/Cassini、2006年以降INSEE

## ギャラリー

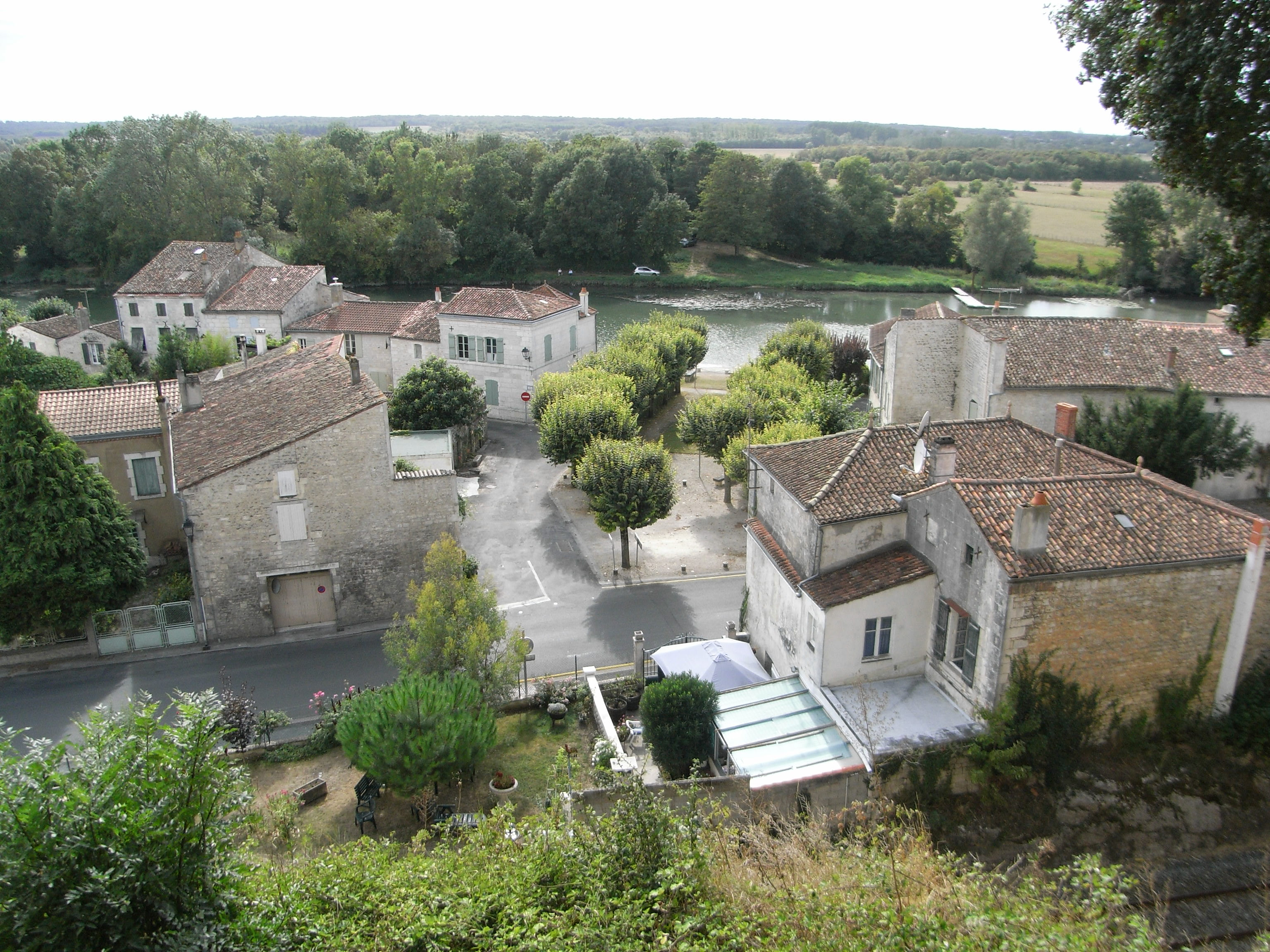
シャトーから見た村
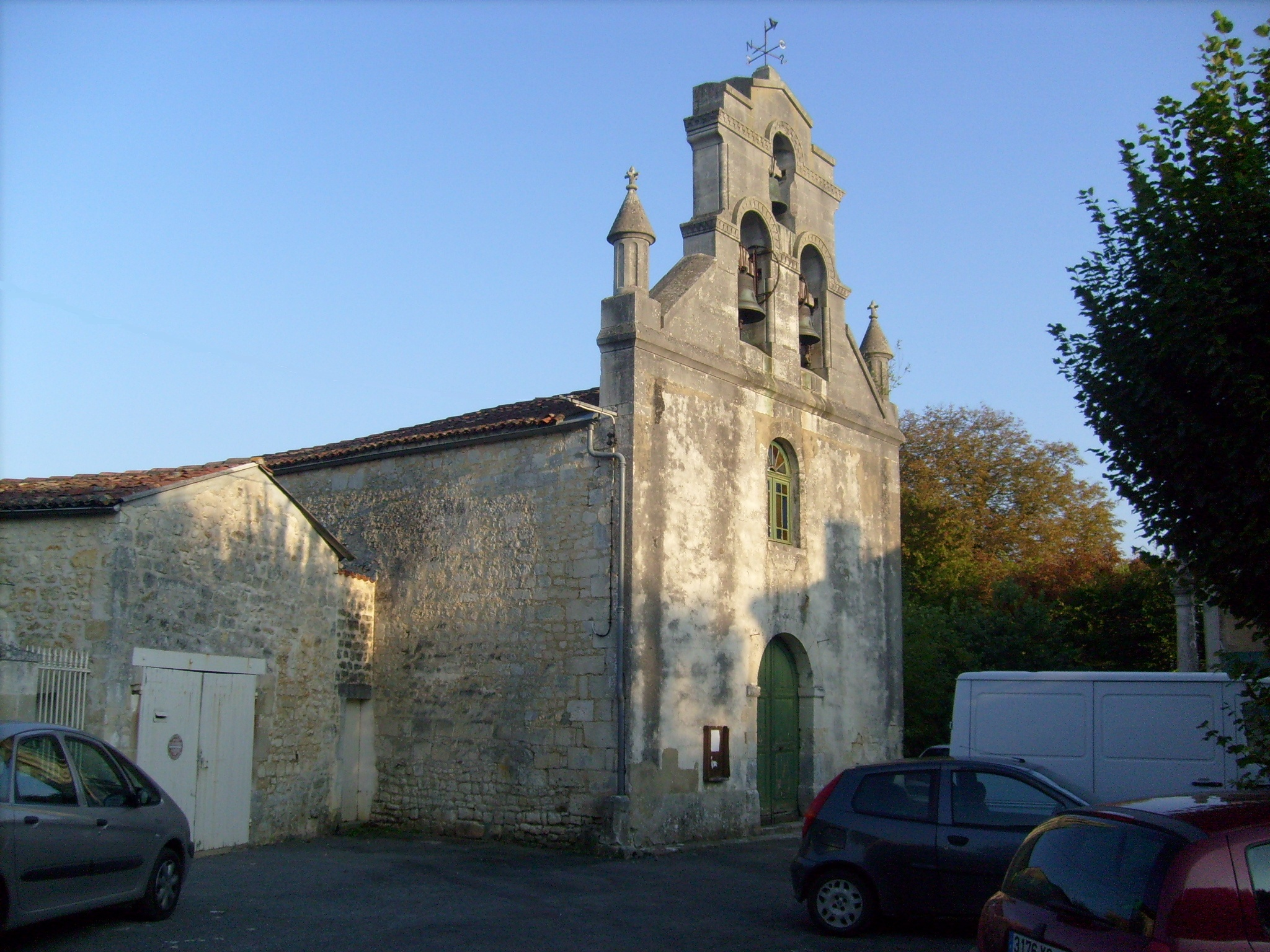
教会
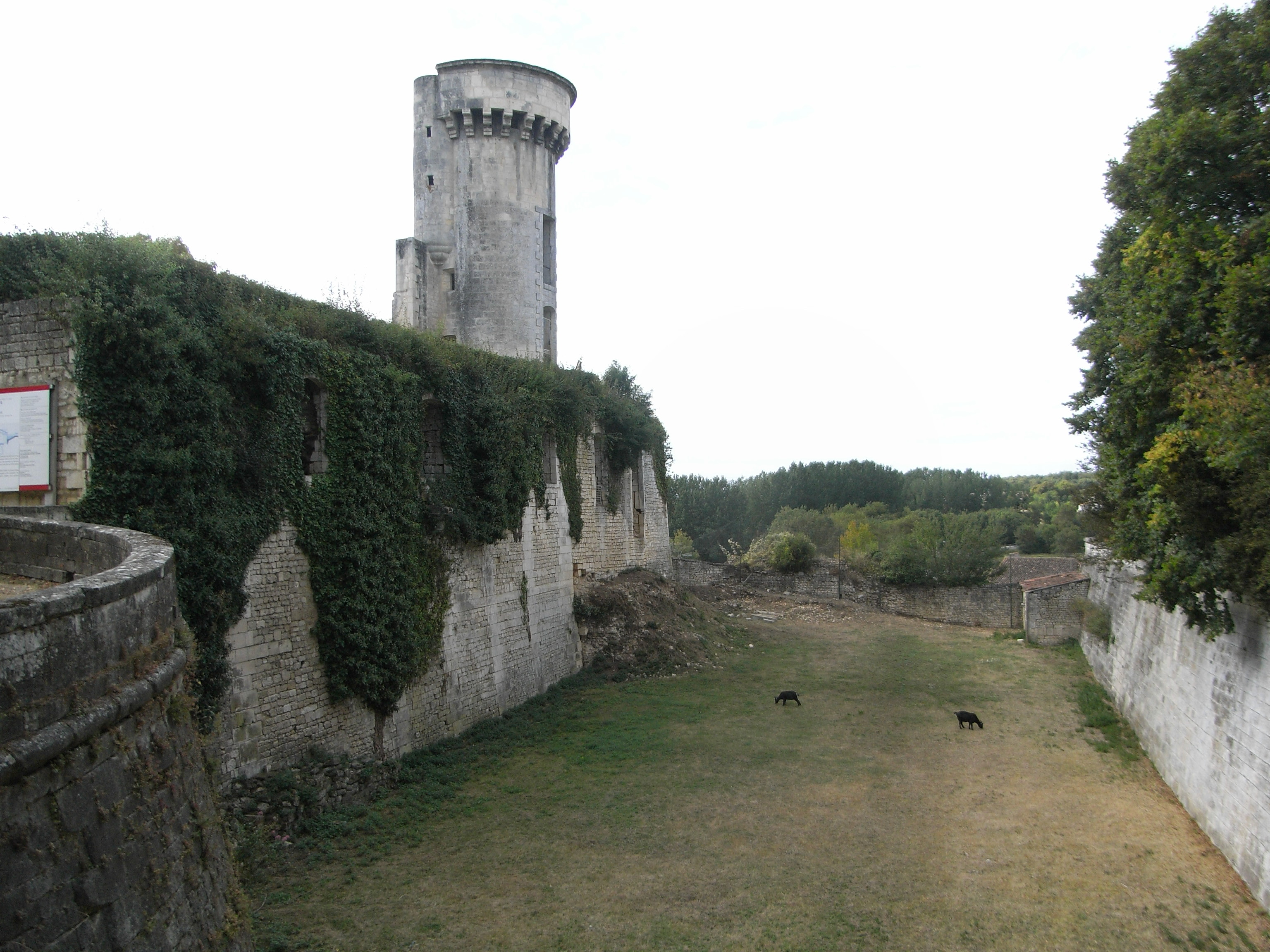
シャトー
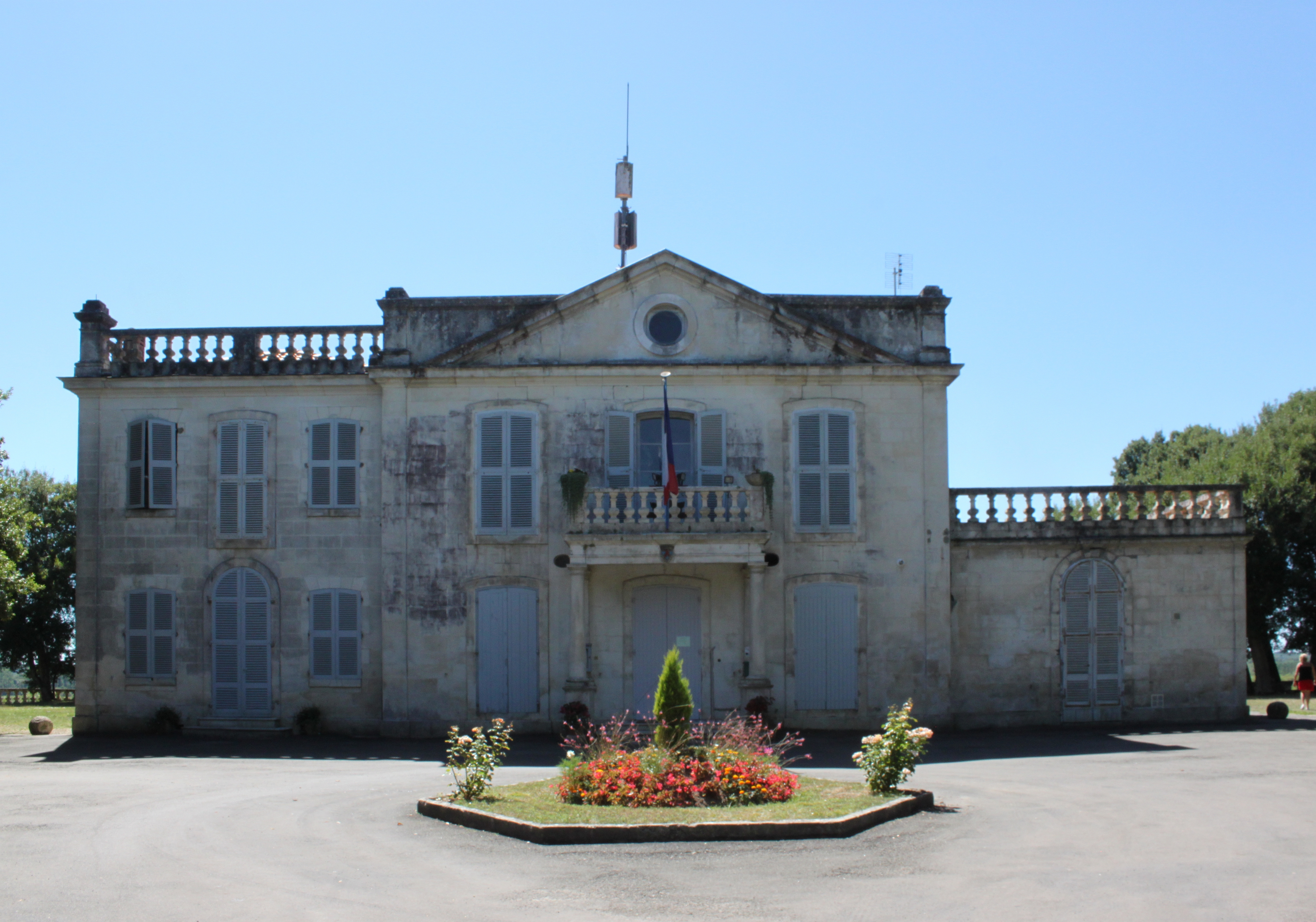
Ancien logis du château.
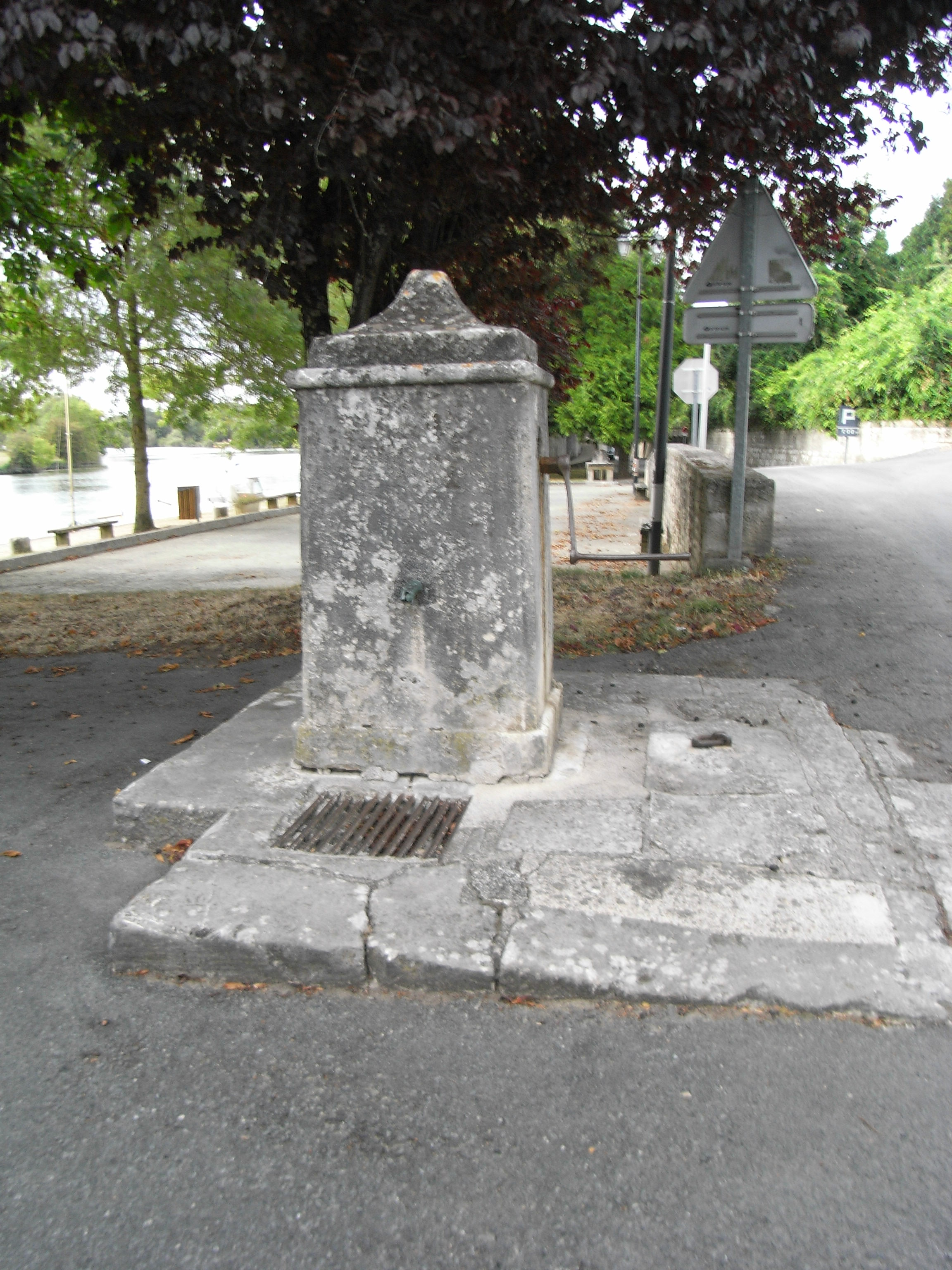
泉
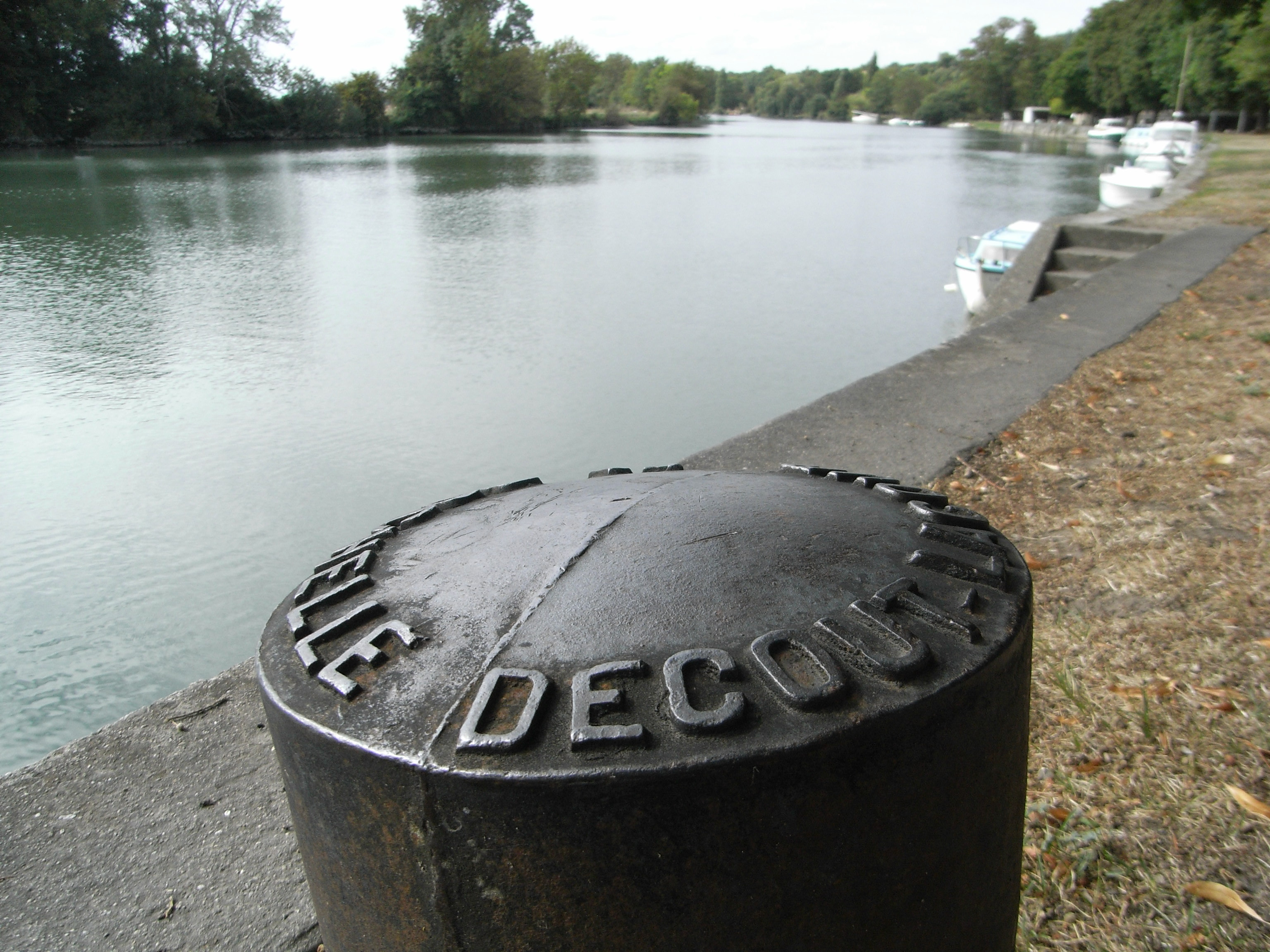
シャラント川

## 姉妹都市
- ストックブリッジ、イギリス